# 東北巨龍屬
東北巨龍屬（學名：Dongbeititan）是蜥腳下目恐龍的一屬，化石發現於中國遼寧省北票市的熱河群義縣組，地質年代為早白堊紀。正模標本是一個部份顱後骨骸，包含四肢骨頭、肩帶、骨盆、脊椎。東北巨龍被認為是種基礎巨龍形類，較戈壁巨龍、九台龍原始，但較盤足龍、扶綏龍、黃河巨龍衍化。模式種是董氏東北巨龍体长可达10米，体重达2吨以上（D. dongi），是義縣組發現的第一種蜥腳類恐龍。如同其他蜥腳類恐龍，東北巨龍是種大型、四足的植食性恐龍。